# شرف الدين بن التلمساني
شرف الدين ابن التلمساني (567 - 644 هـ) (1172 - 1246 م) هو أبو محمد عبد الله بن محمد بن علي الفهري المصري، المعروف بابن التلمساني، فقيه أصولي متكلم شافعي، قرأ على العز ابن عبد السلام وابن الحاجب، وقرأ الأصلين (أصول الدين وأصول الفقه) على أبي الفتح المظفر بن عبد الله بن علي بن الحسين المصري، وأجاز له أبو اليمن الكندي، وتصدر للإقراء بمدينة القاهرة، وأجاز للدمياطي. ذكره الزركلي في كتابه الأعلام وقال: أصله من تلمسان واشتهر بمصر.

## مؤلفاته
من تصانيفه: شرح المعالم في أصول الدين، وشرح المعالم في أصول الفقه، ويسمى الإملاء على المعالم (حقق في جامعة أم القرى)، وكلاهما للفخر الرازي، وشرح متوسط على التنبيه للشيرازي في فروع الفقه الشافعي، سماه المغني ولم يكمله، شرح الخطب النباتية (خطب ابن نباتة)، والمجموع في الفقه، وشرح لمع الأدلة لإمام الحرمين، وصنف في الخلاف كتابا سماه إرشاد السالك إلى أبين المسالك، وشرح الجمل في النحو للجرجاني، وشرحان على المعالم للإمام محيي الدين عثمان بن يوسف القليوبي.

## وفاته
مات بالقاهرة ليلة السبت 11 جمادى الآخرة سنة 644 هـ. وفي طبقات الشافعية لابن قاضي شهبة في صفر سنة 658 هـ.